# Sari Pulau
Sari Pulau is een bestuurslaag in het regentschap Rejang Lebong van de provincie Bengkulu, Indonesië. Sari Pulau telt 278 inwoners (volkstelling 2010).